# O Inferno É Fogo
O Inferno É Fogo é o sexto disco de estúdio do cantor Lobão, lançado em 1991. Foi também o último álbum lançado sob o contrato pela BMG, encerrando nove anos de parceria com a companhia.

## Contexto e Gravação
Diferentemente do que aconteceu com outros álbuns, que foram registrados pelo cantor em situações adversas (como prazos curtos de gravação ou problemas com a Justiça), O Inferno é Fogo foi produzido em circunstâncias tranquilas para Lobão, a despeito do artista ter se envolvido em pelo menos dois incidentes ocorridos no início de 1991: o conturbado episódio vivido na segunda edição do festival Rock In Rio (quando foi alvejado por diversos objetos atirados pelo público) em janeiro e um acidente de trânsito que veio a sofrer pouco tempo depois. Quando entrou em estúdio para a gravação do sétimo disco, em maio, o cantor ainda sentia dores oriundas das lesões provocadas pelo acidente.
O disco a princípio se chamaria Sangue, Suor e Esperma, porém Lobão acabou descartando tal título, justificando que o mesmo era "exagerado, falsamente polêmico", em depoimento aos repórteres do Segundo Caderno do jornal O Globo, em 18 de Julho de 1991. Na mesma reportagem, o cantor revelou que estava se autoproduzindo: "Resolvi produzir o disco eu mesmo porque produtor é sempre um chato. Veja o caso do Liminha (produtor do álbum anterior do músico, Sob o Sol de Parador, de 1989), por exemplo, que é um cara que ninguém aguenta. Eles sempre querem ser mais artistas que o artista, mas são poucos os que têm alguma sensibilidade." Nem todo o repertório do LP estava pronto quando as gravações se iniciaram. "Foi o maior pau da minha vida. Fiz cerca de 15 shows por mês enquanto gravava o disco", disse à Folha de S. Paulo, em setembro do mesmo ano.
O disco teve participações do cantor e amigo Nelson Gonçalves, que gravou os versos da introdução da faixa-título, e de Jacques Morelenbaum, que elaborou os arranjos de cordas de "Perversa Distração" e de "Viver ou Não". Esta última canção também marcou o fim da parceria de Lobão com o poeta Bernardo Vilhena, autor das letras de vários sucessos do cantor na década de 1980.

## Sucessos
O Inferno é Fogo teve como principais sucessos a balada "Sem Você Não Dá", o rock "Presidente Mauricinho" (canção direcionada ao então Presidente da República Fernando Collor de Mello) e o funk-rock "Jesus não Tem Drogas no País dos Caretas", cujo título alude ao nome do quarto álbum dos Titãs, Jesus não Tem Dentes no País dos Banguelas, e com uma letra que sugere ser uma versão mais sarcástica de "O papa é pop", hit da banda gaúcha Engenheiros do Hawaii (vide versos aliterativos como "e se o pop é pop mesmo/o pop te pega"). Na letra da mesma música há referências a três clássicos do rock: "Hit the Road Jack", sucesso na voz do cantor norte-americano Ray Charles, "(I Can't Get No) Satisfaction", dos Rolling Stones, e "Stairway to Heaven", do Led Zeppelin.

## Capa
A pintura que estampa a capa do álbum é do quadro Pecado original, do holandês Hugo van der Goes (c. 1475).

## Lançamento, recepção e shows
O Inferno é Fogo foi originalmente programado para ser lançado em 25 de agosto de 1991, no entanto o disco só pôde ser terminado naquele mês por atrasos na produção. Somente no final de setembro o álbum chegou às lojas. Na primeira tiragem, com quarenta mil exemplares prensados, a capa do LP veio apenas com o nome do cantor impresso sobre a pintura de van der Goes, sem o título.
No que diz respeito à recepção, o álbum despertou menor interesse de público e mídia que os lançamentos anteriores de Lobão. Seu próprio autor o elogiou naquele período: "Fiz o disco mesmo com o braço todo arrebentado. Tem arranjos de cordas, música flamenca, castanholas, rock pesado, é bem diversificado", disse à Folha de S. Paulo em janeiro de 1992, quando todos os seus álbuns pela BMG ganharam edições em CD. A crítica se dividiu em sua recepção. "O pessimismo de Lobão - rebelde cuja causa é a nadificação - torna-se exemplar no novo trabalho. Não finge. Corrói, envuduza o que encontra pela frente. [...] É um consolo em meio aos lançamentos medíocres de rock nacional das últimas semanas", elogiou Luís Antônio Giron na Folha. Em O Globo, Mauro Ferreira considerou o LP apenas mediano: "Traz bons rocks e algumas baladas agradáveis, mas indica que a fórmula 'rebeldia + energia = boas músicas' já não faz efeito como antes. [...] Dias (ainda) melhores deverão vir para o talentoso 'Lobo'."
No entanto, a turnê do disco - cujos shows traziam em seu cenário diversas tochas espalhadas, em alusão à Idade Média - foi dando lugar a apresentações acústicas ainda no primeiro semestre de 1992. Àquela altura, Lobão completava 10 anos de carreira discográfica, estudava violão clássico e raramente tocava canções do lançamento mais recente. "[...], canções como 'Presidente Mauricinho' não me dizem mais nada. [...] Estava fazendo um protesto burro. Criticar por criticar, até Hebe Camargo faz", disse ao jornal O Globo em matéria de abril daquele ano.

## Faixas
1. "O Inferno É Fogo"
2. "Bangu 1 X 0 Polícia"
3. "Matou a Família e Foi ao Cinema"
4. "Perversa Distração"
5. "Presidente Mauricinho"
6. "Que Língua Falo Eu"
7. "Jesus Não Tem Drogas no País dos Caretas"
8. "Bem Mal"
9. "Sem Você Não Dá"
10. "Lua Cheia"
11. "Viver ou Não"